# Gaylesville
Gaylesville es un pueblo ubicado en el condado de Cherokee en el estado estadounidense de Alabama. En el censo de 2000, su población era de 140. 

## Demografía
En el 2000 la renta per cápita promedia del hogar era de $ 26.875$, y el ingreso promedio para una familia era de 33.750$. El ingreso per cápita para la localidad era de 13.531$. Los hombres tenían un ingreso per cápita de 32.813$ contra 20.313$ para las mujeres.

## Geografía
Gaylesville está situado en 34°16′4″N 85°33′29″O / 34.26778, -85.55806 (34.267994, -85.558244).
Según la Oficina del Censo de los EE. UU., la ciudad tiene un área total de 0.35 millas cuadradas (0.90 km²).